# أركيوبتركس
أركيوبتركس (بالإنجليزية: Archaeopteryx)‏ أو الطائر الأولي، هو طير منقرض من قبل 150 مليون سنة وهو من أنواع الطيور ذوات الأسنان الذي يجمع بين صفات الزواحف وصفات الطيور لذا فهو يعد من الحلقات المتوسطة بين طائفة الطيور والزواحف، وهو أول طير يظهر له ريش في جسمه.
الطائر المنقرض هو من جنس آركايوبتريكس من الفترة الجوراسية، كانت له خصائص شبيهة بالسحالي مثل الأسنان، وله ذيل عظمي طويل. وهو يمثل الشكل الانتقالي بين الديناصورات والطيور. يعد أقدم حيوان متحجر يعرف كطائر. عاش الطائر خلال الفترة الجوراسية المتأخرة قبل 159 إلى 144 مليون عاماً سابقاً. تشير النماذج المتحجرة بأن حجم آركايوبتريكس يتراوح ما بين الصغير كالزرياب الأزرق والكبير كالدجاج. كان لآركايوبتريكس خصائص مشابهة للطيور مثل الأجنحة المتطورة وجمجمة الطيور.
عثر على أحفورة آركايوبتريكس في عام 1860، ووصف في العام التالي في بافاريا. جميع الأحافير العشر (تسع هياكل عظمية وريشة واحدة) التي عثرت له بين العامين 1860 و1992 وجدت في مساحة قدرها 1336 كم2 في سُولِنهُوفيِن إحدى بلدات بافاريا في الجنوب الشرقي من ألمانيا. صنف كطائر لوجود الريش والرجلين والجناحين. حجمه يقارب حجم الحمامة. لا يزال النقاش حوله يدور حول ما إذا كان طائراً شجرياً أم أرضياً لا يجيد الطيران بشكل جيد. كما أعلن وجود أحفورة لطائر في غرب تكساس في سنة 1983 لقب ببروتوافيس وهو طائر بدائي أيضاً يعتقد بأنه سبق آركايوبتريكس بحوالي 75 مليون عاماً.
عاش الأركيوتيريكس في أواخر العصر الجوراسي الأعلى منذ حوالي 150 مليون عام، في المنطقة التي باتت تُعرف بجنوب ألمانيا خلال فترة كانت فيها أوروبا أرخبيلًا من الجزر في بحر استوائي دافئ ضحل، أقرب بكثير من خط الاستواء مما هي عليه الآن. كان الأركيوتيريكس بحجم العقعق الأوروأسيوي لكن وصلت أعداد كبيرة منه إلى حجم الغراب. [4] يمكن أن ينمو أكبر أنواع الأركيوتيريكس ليصل طوله إلى 0.5 متر (1 قدم و8 بوصات). على الرغم من صغر حجمه، وأجنحته العريضة، وقدرته على الطيران أو الانزلاق، إلا أن الأركيوتيريكس كان يملك صفاتاً مشتركة مع الديناصورات الصغيرة المتوسطة أكثر من تلك التي يتشاركها مع الطيور الحديثة. على وجه الخصوص، تشارك الأركيوبترس الميزات التالية مع ديناصور الدرومايوسوريدس dromaeosaurids وديناصور الترودونتيدس troodontids: فامتلك فكّين مع أسنان حادة، وثلاثة أصابع مع مخالب، وذيل طويل عظميّ، وأصابع ثانوية قابلة للتمدّد بشكل كبير («مخلب القتل»)، والريش (الذي يوحي أيضًا بأنّه من ذوات الدم الحارّ)، وميزات مختلفة من الهيكل العظمي.
هذه الميزات تجعل من الأركيوتيريكس مرشّحاً واضحًا للحفريات الانتقالية بين الديناصورات الغير طيرية والطيور. وهكذا، يلعب الأركيوتيريكس دورًا مهّماً، ليس فقط في دراسة أصل الطيور، ولكن في دراسة الديناصورات على حدّ سواء. تمّ في عام 1861 الإعلان عن أوّل عيّنة كاملة من الأركيوبتركس. وظهرت بعدها عشرة حفريّات أخرى من الأركيوتيريكس على مرّ السنين. وعلى الرغم من الاختلاف بين هذه الحفريّات، إلّا أنّ معظم الخبراء يعتبرون جميع البقايا التي تم اكتشافها تنتمي إلى نوع واحد، لكن لايزال هذا الموضوع موضع نقاش حتّى الآن.
تشمل معظم هذه الأحافير الإحدى عشر دمغات لريش. وتعتبر هذه الحفرياّت دليلاً على أنّ تطوّر الريش قد بدأ قبل العصر الجوراسي الأعلى لأن الريش الذي وجد ضمن هذه الأحفوريات كان شكلاً متقدّماً من (ريش الطيران) تمّ اكتشاف النموذج النمطيّ من الأركيوتيريكس بعد عامين فقط من نشر تشارلز داروين لكتابه «أصل الأنواع». وظهر حينها الأركيوتيريكس كمؤكّد على صحّة نظريات داروين وأصبح منذ ذلك الحين دليلًا رئيسيًا على أصل الطيور، ومناقشة الأحافير الانتقالية، وتأكيد التطور.
أعلن العلماء في شهر آذار/ مارس 2018، أنّ الأركيوتيريكس كان قادرًا على الطيران، لكن بأسلوب مختلف تمامًا عن أسلوب طيران الطيور الحديثة.

## أماكن الحفريات
كان أول اكتشاف للطائر الديناصوري في سولينهوفن في جنوب ألمانيا عام 1861. وتتابعت الاكتشافات في مناطق عديدة في ألمانيا، في «آيكسشتد» و«لانجن ألتهايم» و«ياخنهاوزن». كما عثر عليه أيضا في البرتغال في منجم للفحم يسمى «منجم جيماروتا» بالقرب من مدينة ليريا.
عاش هذا النوع من الحيوانت الصوريشية في العصر الجوراسي - أي قبل 151 إلى 145 مليون سنة.

## الوصف

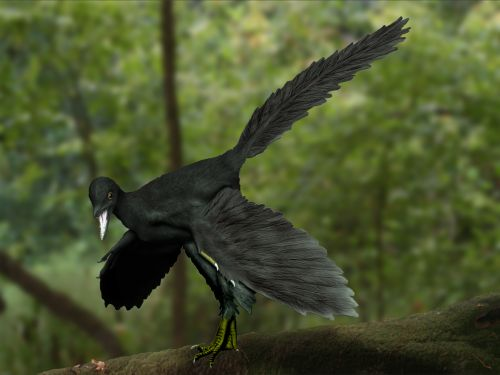
ترميم الفنان للأركيوبتركس بعد دراسة كارني لتلوين الريش في عام 2011، مما يشير إلى أن بعض ريش الحيوان على الأقل كان أسود اللون

معظم عينات الأركيوتيريكس التي تمّ اكتشافها أتت من الحجر الجيري لقرية سولنهوفين في بافاريا، الواقعة جنوبيّ ألمانيا، وهو تكوين جيولوجي مترسّب نادر وجدير بالملاحظة، معروف بأحافيره التفصيليّة الفريدة التي تكوّنت خلال المرحلة التيتونية المبكّرة من فترة العصر الجوراسي الأعلى، أي منذ حوالي 150.8 إلى 148.5 مليون سنة.
كان الأركيوتيريكس تقريباً بحجم الغراب، بأجنحة عريضة مدوّرة النهايات، وامتلك ذيلاً طويلاً مقارنة مع طول جسمه. يمكن أن يصل طول جسمه إلى 500 ملليمتر (20 بوصة)، بكتلة تقدر بـ 0.8 إلى 1 كيلوغرام (1.8 إلى 2.2 رطل). يعتبر ريش الأركيوبتركس -على الرغم من كونه أقل توثيقًا من صفاته المميزة الأخرى- مشابهًا جدًا لبنية ريش طيور العصر الحديث. على الرغم من امتلاك الأركيوتيريكس للعديد من ميّزات الطيور، إلّا أنّه كان يحمل العديد من خصائص الديناصورات غير الطيرية. فعلى عكس الطيور الحديثة، امتلك الأركيوتيريكس أسناناً صغيرة، وكذلك ذيل عظمي طويل، وهي ميزات تشترك فيها الأركيوتيريكس مع الديناصورات الأخرى في ذلك الوقت.
نظرًا لامتلاكه ميّزات شائعة موجودة عند كلّ من الطيور والديناصورات غير الطيرية على حدى، فقد اعتُبر الأركيوتيريكس في كثير من الأحيان رابطًا بينهما. جادل جون أوستروم في سبعينيات القرن العشرين، بعد مبادرة توماس هنري هكسلي في عام 1868، بأنّ الطيور تطورت ضمن عائلة ديناصورات (الثيروبود) وأن الأركيوتيريكس كان دليلاً حاسماً على هذه الحجّة؛ فاحتوى الأركيوتيركس على العديد من المميّزات التي تملكها الطيور، مثل عظم الترقوة، وريش الطيران، والأجنحة، وأصبع القدم الأول (اللإبهام) المقلوب بشكلٍ جزئي، إلى جانب ميزات الديناصورات والثيروبودات. على سبيل المثال، لديها نتوء تصاعدي طويل لعظم الكاحل، صفيحات بين الأسنان، ونتوء سادّ لعظم الورك، وأشرطة طويلة في الذيل. وجد أوستروم أنّ الأركيوتيريكس كان مشابهًا -بشكلٍ ملحوظٍ وخاصّ- للدرومايوصوريات المنتمية لعائلة الثيروبودات.

### ريش الطيور
اشتهرت عيّنات الأركيوتيريكس المُكتشفة بشكل واسع لامتلاكها ريش طيران متطوّر وغير متناظر بشكلٍ واضح وامتلكت بنىً لريش الطيران تشابه البنى الموجودة عند الطيور الحديثة بشكل مروحي يؤمّن الاستقرار من خلال ترتيب شوكة – شريب –خطاف، barb-barbule-barbicel. وكان ريش الذيل عند الأركيوتيريكس أقلّ تباينًا، مشابهاً بذلك ريش الطيور الحديثة وأخذ شكل ريش مروحة قاسٍ، لم يكن قد ظهر الإبهام عند الأركيوتيريكس كخصلة متحركة منفصلة من الريش القاسي بعد.
إنّ ريش جسم الأركيوتيريكس غير موثّق بشكل جيّد ولم تتمّ دراسته بصورة وافية إلّا في عيّنة برلين المحفوظة جيدّاً. وبالتالي، حيث يبدو أنّ هناك أكثر من نوع واحد مشارك، فإنّ دراسة ريش عيّنة برلين لا يمكن أن تنطبق بالضرورة على بقية أنواع الأركيوبتركس. حملت عينة برلين، «سراويل» من الريش المتطوّر على الساقين. ويبدو أنّ بعض هذا الريش يملك بنية الريش المحيطيّ (الريش الصغيرة الموجودة عند حدود جسم الطيور البالغة)، ولكنها متحلّلة إلى حدّ ما (تفتقر إلى الخطافات barbicels كما هو الحال في النعاميات ratites أو الطيور الغير قادرة على الطيران). [27] بعضها قاسٍ وصلب وبالتالي قادر على دعم الطيران.

## وجهة نظر مخالفة
قدم عالم تطور الطيور ألان فيدوتشيا نظرية مخالفة للفرضية الشائعة عن كون الأركيوبتركس سلف الطيور وحفرية إنتقالية بين الديناصورات والطيور، ودون ذلك في كتابه (أصل وتطور الطيور) وفي عدد من الأبحاث في مجلات علم الطيور.

## اقرأ أيضًا
- ديناصور يي
- ديناصور بتيروداكتيلوس
- مانيرابتورا
- فيلوسيرابتور
- دروميوصوريداي
- أورنيثوديرا
- ديناصور ذو ريش
- راهونافيس
- داينونيكس
- ديناصور
- أركوصورات
- صوروبودا
- تيرانوصور
- تربوصور
- تريسراتبس
- كيراتوبسيا
- أورنيثوديرا
- ستيغوصور
- أورنيثوميموصوريات